# Poplar Publishing
La Poplar Publishing Co., LTD. (株式会社ポプラ社?, Popurasha) è una casa editrice giapponese fondata nel 1947 e che pubblica riviste e manga per i bambini giapponesi, la più famosa delle quali è il Pre Comic Bunbun. Nel 2004 ha acquisito il controllo della rivale Jive.

## IlPoplar Shōsetsu Taishō
Ogni anno la Poplar tiene il famoso Poplar Shōsetsu Taishō, un concorso indetto per le nuove storie ed i nuovi romanzi che vengono creati nel corso dell'anno. Il premio per il primo classificato è di 20 milioni di yen, circa 126000 €.